# Cyrtochilum scabiosum
Cyrtochilum scabiosum är en orkidéart som beskrevs av Heinrich Gustav Reichenbach och Friedrich Fritz Wilhelm Ludwig Kraenzlin. Cyrtochilum scabiosum ingår i släktet Cyrtochilum, och familjen orkidéer.
Artens utbredningsområde är Colombia. Inga underarter finns listade i Catalogue of Life.